# Дерматоміозит
Дерматоміозит (поліміозит) — хвороба з системним ураженням поперечно-смугастої мускулатури запального характеру та часто з дерматозом. Дерматоміозит належить до групи дифузних захворювань сполучної тканини (колагенози).

## Етіологія
Розвиток хвороби пов'язують із сенсибілізацією на різні антигени та подразники. Іноді хвороба розвивається після переохолодження, інсоляції, травм, вагітності, у відповідь на введення деяких ліків, тобто спостерігаються аутоімунні порушення у відповідь на вплив різних агентів. У значної частини дорослих хворих дерматоміозит розвивається на тлі злоякісних пухлин різної локалізації, які іноді виявляються значно пізніше.

## Клінічні ознаки
Захворювання проявляється м'язовим синдромом (міастенії, міалгії), артралгіями, гарячкою, ураженням шкіри. При цьому міастенічний синдром не піддається впливу прозерину та інших антихолінестеразних засобів. Разом із м'язами скелету, у тому числі міжреберними та діафрагми, при прогресуванні процесу можуть уражатися глоткова, очнорухова мускулатура, міокард (запального або дистрофічного характеру). Часто до процесу долучається шлунково-кишковий тракт — гіпотонія стравоходу, ураження слизової шлунку та кишечника з утворенням некрозів, геморагій, набряку з можливими шлунково-кишковими кровотечами, перфорацією шлунку, кишечника, ознаками кишкової непрохідності.

### Класифікація
Існує декілька класифікацій поліміозиту. Згідно однієї з них, виділяють 5 клінічних форм:
1. Первинний поліміозит. Захворювання починається несподівано або поступово. Характерні слабкість проксимальних м'язів, міалгія, атрофія м'язів. У 15 % хворих спостерігається виражена артралгія, у 7 % захворювання розпочинається з гарячки, ознобу і синдрому Рейно. В останньому випадку зазвичай ставиться невірний діагноз. Першими найчастіше уражаються м'язи гомілок. Хворі скаржаться на те, що насилу встають у вертикальне положення. Потім приєднується ураження м'язів шиї, плечей і стегон і виникає дисфагія — хворому важко ковтати рідину, і вона виливається через ніс. Дисфагія часто призводить до аспірації їжі. У дітей можлива дихальна недостатність. Глюкокортикостероїди при цій формі поліміозиту помірно ефективні, в 25-50 % випадків потрібно призначення імунодепресантів.
2. Первинний дерматоміозит. Початок захворювання такий же, як при первинному поліміозиті. Проте для дерматоміозиту характерний висип червоного або лілового відтінку навколо очей, на вилицях і над міжфаланговими суглобами (папули Готтрона). У тяжчих випадках висип поширюється на область колінних, ліктьових і гомілковостопних суглобів, а також на шию і верхню частину спини у вигляді шалі. На пізніх стадіях захворювання виникають лущення, атрофія шкіри, можливий некроз. Ураження шкіри може передувати або супроводити ураження м'язів, але практично ніколи не зустрічається без поліміозиту.
3. Поліміозит при злоякісних новоутвореннях. Злоякісні новоутворення у чоловіків старше 40 років часто супроводжуються поліміозитом [джерело?], тому при розвитку захворювання в цьому віці потрібно ретельне обстеження. Найчастіше поліміозит зустрічається при раку легенів, передміхурової залози, шлунку, товстої кишки, яєчників і молочної залози. Іноді поліміозит як супутній синдром виникає при лімфомах. Глюкокортикостероїди неефективні, поліпшення настає після лікування основного захворювання.
4. Дитячий поліміозит майже завжди супроводжується висипом і міалгією (більше вираженою, ніж у дорослих). Захворювання зазвичай неухильно прогресує. Прогноз менш сприятливий, ніж при інших формах поліміозиту. Часто розвиваються атрофія, звапніння і оссифікація м'язів, контрактури. Характерна особливість дитячого дерматоміозита — васкуліти і тромбози з ураженням ШКТ, що проявляються болем у животі, виразкою слизової оболонки, шлунково-кишковою кровотечею і навіть перфорацією кишковика.
5. Поліміозит при інших аутоіммунних захворюваннях: синдромі Шегрена, змішаному захворюванні сполучної тканини, ВКВ і ревматоїдному артриті.
6. Міозит з включеннями — рідкісна форма поліміозиту — проявляється слабкістю дистальних м'язів. При біопсії уражених м'язів виявляються включення в м'язових волокнах. Активність м'язових ферментів трохи підвищена. Глюкокортикостероїди при цій формі поліміозиту неефективні.

### Клінічні ознаки
Початок хвороби може бути гострим, із підвищенням температури до 38-39 °С, потім появою болю у м'язах та еритеми на обличчі з подальшим наростанням проявів. Можливим є й більш поступовий, іноді непомітний початок хвороби.
Найхарактернішим проявом є виражена м'язова слабкість, при якій хворий не може самостійно сісти у ліжку, причесатися, тримати ложку, а у тяжких випадках буває повністю нерухомий з поступовою атрофією м'язів. При ураженні м'язів глотки та стравоходу можуть бути порушення ковтання.
Зміни шкіри можуть проявлятися великою еритемою на обличчі, руках, злущенням, іноді з наступною пігментацією уражених ділянок. Характерна поява набряку та еритеми з фіолетовим відтінком навколо очей.
Значне ураження внутрішніх органів зустрічається відносно рідко. Іноді відмічають артралгії. Можливе ураження легенів у вигляді дифузного пневмосклерозу. Ураження серця проявляється перш за все змінами на ЕКГ, в окремих випадках воно перебігає з розвитком серцевої недостатності.
Із загальних проявів хвороби найчастіше значне схуднення. У деяких хворих спостерігається помірна анемія, лейкоцитоз, рідше підвищена ШОЕ.

## Лікування
При гострому перебігу дерматоміозита призначають великі дози преднізолону (0,06-0,08 г/добу). Враховуючи необхідність відносно тривалого застосування препарату (декілька тижнів), слід ретельно контролювати стан хворого через можливі побічні явища. При досягненні клінічної ремісії поступово переходять на підтримуюче лікування (преднізолон 0,005-0,01 г/добу). Можлива тривала повна ремісія, причому хворі можуть зберігати працездатність упродовж багатьох років.
При лікуванні поліміозиту дуже важлива фізіотерапія. Для кожного пацієнта окремо складається індивідуальна програма для розробки кінцівок.

Одна з форм поліміозиту — міозит з внутрішньоклітинними включеннями сприйнятливіший до лікування, ніж поліміозит. 